# Вірус Андромеда
«Вірус Андромеда» (англ. The Andromeda Strain) — американський фантастичний мінісеріал 2008 року, знятий за мотивами роману Майкла Крайтона 1969 року, про команду науковців, що досліджують смертельну хворобу позаземного походження.

## Сюжет
У штаті Юта падає космічний супутник, який приносить із собою смертельно небезпечний вірус. «Прибулець» за короткий час убиває усіх жителів ближнього містечка. Вояки намагаються ізолювати інопланетну заразу, науковці — за рекордно короткий час знайти ліки проти «Андромеди».

## Акторський склад
- Бенджамін Бретт — доктор Джеремі Стоун
- Ерік Маккормак — Джек Неш
- Кріста Міллер — доктор Анджела Нойс
- Даніел Де Кім — доктор Ци Чоу
- Віола Девіс — доктор Шарлін Бартон
- Рікі Шродер — майор Білл Кін, доктор медицини
- Андре Брауер — генерал Джордж Манчек
- Луїс Феррейра — полковник Джеймс Феррус
- Пол Перрі — доктор Смітсон
- Баррі Флетмен — Чак Бітер
- Тед Віттолл — президент Скотт
- Тед Атертон — Ед Девітт
- Єва Гарлоу — Лейла